# Ahlfeldit
Ahlfeldit ist ein sehr selten vorkommendes Mineral aus der Mineralklasse der „Oxide und Hydroxide“ (einschließlich V[5,6]-Vanadate, Arsenite, Antimonite, Bismutite, Sulfite, Selenite, Tellurite, Iodate) mit der idealisierten chemischen Zusammensetzung Ni(SeO3)·2H2O und damit chemisch gesehen ein wasserhaltiges Nickel-Selenit.
Ahlfeldit kristallisiert im monoklinen Kristallsystem, entwickelt aber nur selten mit bloßem Auge sichtbare Kristalle bis etwa einem Millimeter Größe mit einem glasähnlichen Glanz auf den Oberflächen. Bisher fand er sich überwiegend in Form kugeliger Mineral-Aggregate und krustiger Überzüge von hell-, apfel- oder olivgrüner sowie bräunlichrosa bis brauner Farbe. Auf der Strichtafel hinterlässt Ahlfeldit einen blassgrünen bis weißen Strich.
Mit Cobaltomenit (CoSeO3·2H2O) bildet Ahlfeldit eine Mischkristallreihe und die Mischformel kann entsprechend mit (Ni,Co)[SeO3]·2H2O angegeben werden.

## Etymologie und Geschichte
Der Erstbeschreibung von Robert Herzenberg und Friedrich Ahlfeld zufolge wurde 1923 nahe der Blei-Silbermine Hiaco und etwa 30 km ostnordöstlich von Colquechaca in der Provinz Chayanta im bolivianischen Departamento Potosí ein reichhaltiger Silbererz-Gang entdeckt, der sich aber aufgrund der ungünstigen Erzverteilung und des brüchigen Nebengesteins als nicht abbaubar erwies. Die von Bergingenieur Hans Block gesammelten Mineralproben aus diesem Erzgang wurden 1935 durch Herzenberg und Ahlfeld analysiert. Sie konnten darin zwei bisher unbekannte Selen-Minerale entdecken. Das eine mit der chemischen Zusammensetzung (Cu,Ni)Se2 benannte Herzenberg zu Ehren seines Entdeckers Blockit. Für das andere, dass sich durch qualitative Untersuchungen als Nickel-Seleniat erwies, schlug Herzenberg den Namen Ahlfeldit vor.
Als Typlokalität gilt allerdings die Silbergrube Mina Virgen de Surumi (auch Pacajake Mine) auf der Hiaco gegenüberliegenden Seite des Pakajake Canyon, wobei der Name Pacajake Mine eine weit verbreitete Fehlbezeichnung sein soll. Die bekannten Selenminerale dieser Gegend wurden zudem oft fälschlich entweder Hiaco oder der 28 km südwestlich liegenden Colquechaca-Mine zugeschrieben.
Das Typmaterial von Ahlfeldit wird im Natural History Museum in London (England) unter der Katalog-Nr. 1972,347 aufbewahrt.

## Klassifikation
Bereits in der veralteten 8. Auflage der Mineralsystematik nach Strunz gehörte der Ahlfeldit zur Mineralklasse der „Oxide und Hydroxide“ und dort zur Abteilung der „Arsenite, Selenite, Tellurite und Jodate“, wo er zusammen mit Cobaltomenit und Molybdomenit die „Cobaltomenit-Reihe“ mit der System-Nr. IV/G.02b bildete.
Im zuletzt 2018 überarbeiteten und aktualisierten Lapis-Mineralienverzeichnis nach Stefan Weiß, das sich aus Rücksicht auf private Sammler und institutionelle Sammlungen noch nach dieser klassischen Systematik von Karl Hugo Strunz richtet, erhielt das Mineral die System- und Mineral-Nr. IV/K.07-30. In der „Lapis-Systematik“ entspricht dies der Abteilung „Sulfite, Selenite, Tellurite“ (mit Baugruppen [XO3]2− und Verwandte), wo Ahlfeldit zusammen mit Cobaltomenit, Klinochalkomenit, Millsit und Nestolait eine gemeinsame, aber unbenannte Gruppe bildet.
Die seit 2001 gültige und von der International Mineralogical Association (IMA) bis 2009 aktualisierte 9. Auflage der Strunz’schen Mineralsystematik ordnet den Ahlfeldit ebenfalls in die Klasse der „Oxide und Hydroxide“ und dort in die Abteilung der „Arsenite, Antimonite, Bismutite, Sulfite, Selenite, Tellurite; Iodate“ ein. Diese ist allerdings weiter unterteilt nach, so dass das Mineral entsprechend seiner Zusammensetzung in der Unterabteilung „Selenite ohne zusätzliche Anionen; mit H2O“ zu finden ist, wo es zusammen mit Cobaltomenit und Klinochalkomenit die „Cobaltomenit-Gruppe“ mit der System-Nr. 4.JH.10 bildet.
Die vorwiegend im englischen Sprachraum gebräuchliche Systematik der Minerale nach Dana ordnet den Ahlfeldit dagegen in die Klasse der „Sulfate, Chromate und Molybdate“ und dort in die Abteilung der „Selenite, Tellurite und Sulfite“ ein. Hier ist er in der unbenannten Gruppe 34.02.03 innerhalb der Unterabteilung „Selenite - Tellurite - Sulfite mit A2+XO3 × x(H2O)“ zu finden.

## Chemismus
Die idealisierte, theoretische Zusammensetzung von Ahlfeldit (Ni(SeO3)·2H2O) besteht aus 58,69 % Nickel (Ni), 35,62 % Selen (Se), 36,04 % Sauerstoff (O) und 1,82 % Wasserstoff (H). Aufgrund der Mischkristallbildung mit Cobaltomenit ist allerdings meist ein Teil des Nickels durch Cobalt (Co) ersetzt (substituiert).

## Kristallstruktur
Ahlfeldit kristallisiert isotyp mit Cobaltomenit monoklin in der Raumgruppe P21/n (Raumgruppen-Nr. 14, Stellung 2) mit den Gitterparametern a = 7,52 Å; b = 8,75 Å; c = 6,44 Å und β = 99,0° sowie vier Formeleinheiten pro Elementarzelle.

## Bildung und Fundorte
Ahlfeldit bildet sich sekundär als Umwandlungsprodukt aus nickelhaltigen Seleniden und Sulfiden. Als Begleitminerale treten unter anderem Anglesit, Cerussit, Chalkomenit, Goethit, Lepidokrokit, Olsacherit und Penroseit auf.
Außer an seiner Typlokalität, der Silbergrube Mina Virgen de Surumi in der Provinz Chayanta, konnte das Mineral bisher nur noch in dem ehemaligen Bergwerk „El Dragón“ (englisch El Dragón Mine) in der ebenfalls zum bolivianischen Departamento Potosí gehörenden Provinz Antonio Quijarro entdeckt werden (Stand 2019).